# Roderick Edwards
Roderick Yerkes Edwards (* 1909 in Philadelphia; † 3. April 1987 in Bethesda, Maryland) war ein US-amerikanischer Konteradmiral der United States Coast Guard.

## Ausbildung und beruflicher Werdegang
Seine universitäre Ausbildung erhielt Edwards zwischen 1927 und 1940 an der Rutgers University und dem Teachers College der Columbia University. Nach Abschluss seines Studiums trat er in die Handelsmarine der Vereinigten Staaten ein. Im Zweiten Weltkrieg diente er als Leutnant der United States Coast Guard in Großbritannien. In dieser Position war er am Aufbau der für den D-Day benötigten Seenotrettungskräfte beteiligt. Im weiteren Verlauf des Krieges nahm er Operation zur Befreiung des Hafens von Antwerpen teil. Nach Ende des Krieges wurde er in das Hauptquartier der United States Coast Guard in Washington, D.C. versetzt. Neben verschiedenen Posten dort, war er auch in San Francisco tätig. 1967 wurde er zum Konteradmiral befördert und übernahm die Leitung der Abteilung für Öffentlichkeitsarbeit und Internationale Zusammenarbeit. Als Leiter dieser Abteilung vertrat er die Vereinigten Staaten bei mehreren völkerrechtlichen Konferenzen. So nahm er etwa als Mitglied der amerikanischen Delegation an Sitzungen der Internationalen Seeschifffahrts-Organisation teil und saß dem Rat der Organisation für vier aufeinanderfolgende Amtszeiten vor. 1971 versetzte ihn die United States Coast Guard in den Ruhestand. Er blieb jedoch weiterhin auf internationaler Ebene aktiv. So nahm er 1975 an der Konferenz zur Ausarbeitung der International Convention for the Safety of Life at Sea teil und 1979 wählten ihn die Mitgliedsstaaten der Internationalen Seeschifffahrts-Organisation zum Vorsitzenden der Mitgliederversammlung der Organisation. Daneben war er als Berater des Präsidenten des American Institute of Merchant Shipping.

## Sonstiges
Edwards war mit Rita Thiele verheiratet. Mit ihr hatte er zwei Söhne und war zweifacher Großvater. Er verstarb am 3. April 1987 im National Naval Medical Center an Nierenversagen.

## Auszeichnungen (Auswahl)
- Legion of Merit
- Navy Commendation Ribbon
- International Maritime Prize

## Publikationen (Auswahl)
- Preliminary assessment of the adhesion shear strength of ice-steel and ice-frozen sand bonds. Arctec Canada, Montreal 1975.
- Results of model ice sheet properties research. Pallister Resource Management, Calgary 1985.